# Matanovo
Matanovo je hrid kod otoka Krka. Nalazi se nasuprot ornitološkog područja na Krku.
Visine je oko 8 metara. U blizini je manja hrid Matanovo mali
U Državnom programu zaštite i korištenja malih, povremeno nastanjenih i nenastanjenih otoka i okolnog mora Ministarstva regionalnoga razvoja i fondova Europske unije, svrstan je u "manje nadmorske tvorbe" (hridi različita oblika i veličine).